# Neal R. Norrick

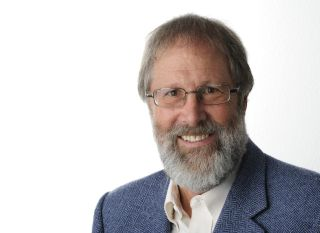
Neal R. Norrick

Neal R. Norrick (* 13. August 1948) ist ein US-amerikanischer Linguist. Er war Professor an der Universität des Saarlandes.

## Werdegang
Norrick hatte 1997 bis zu seiner Emeritierung 2013 den Lehrstuhl für Englische Sprachwissenschaft an der Universität des Saarlandes inne. Er studierte an der Lehigh University und an der University of North Carolina at Chapel Hill, bevor er 1978 an der Universität Regensburg mit seiner Promotion in Allgemeiner Sprachwissenschaft seine wissenschaftliche Karriere begann. In den Jahren 1972 bis 1984 war er an den Universitäten Regensburg, Würzburg, Hamburg und Kassel tätig, wo er sich auch 1984 mit seiner Arbeit über englische Sprichwörter habilitierte. Norrick war von 1985 bis 1997 Professor an der Northern Illinois University. 1994 vertrat er die Professur für Englische Sprachwissenschaft an der Technischen Universität Braunschweig.

## Forschung
In seinen wissenschaftlichen Arbeiten befasste sich Norrick zunächst mit der Systemlinguistik in den Bereichen der Syntax, Semantik und Pragmatik der englischen Sprache, später auch mit anderen Themen wie Fachsprache, Poetik und Metapher. Seit 1985 widmet er sich zunehmend der Erforschung von Struktur und Dynamik der gesprochenen Sprache. Seine Schwerpunkte liegen hier vor allem auf konversationellem Humor und Alltagserzählungen. 1993 erschien seine Monographie Conversational Joking: Humor in Everyday Talk, eine Studie zu Humor in der Alltagskommunikation. Seine Untersuchungen zum Erzählen im Gespräch mündeten in dem 2000 veröffentlichten Buch Conversational Narrative: Storytelling in Everyday Talk. Ein weiteres Forschungsinteresse ist die Phraseologie. So hat er sich in seiner Habilitationsschrift How Proverbs Mean: Semantic Studies in English Proverbs damit beschäftigt und ist Mitherausgeber des 2007 erschienenen Internationalen Handbuchs der Phraseologie. Darüber hinaus war Norrick von 2009 bis 2017 Co-Editor in Chief der wissenschaftlichen Zeitschrift Journal of Pragmatics und sitzt im wissenschaftlichen Beirat der Zeitschriften Text & Talk, Humor: International Journal of Humor Research, Discourse Processes, International Review of Pragmatics; Lodz Papers in Pragmatics und Journal of Language Aggression and Conflict.

## Saarbrücken Corpus of Spoken English (SCoSE)
Norrick hat in Saarbrücken ein Korpus gesprochener englischer Sprache zusammengestellt. Diese frei zugängliche Datensammlung besteht unter anderem aus Transkriptionen von Alltagsgesprächen und -erzählungen, soziolinguistischen Interviews, Scherzkommunikation sowie Unterrichtssequenzen. Der SCoSE wird kontinuierlich erweitert und dient als Grundlage für vielfältige sprachwissenschaftliche Forschungsarbeiten.

## Schriften (Auswahl)
Als Autor:
- How Proverbs Mean: Semantic Studies in English Proberbs. Mouton, Berlin und New York 1985.
- Conversational Joking: Humor in Everyday Talk. Indiana University Press, Bloomington 1993.
- Conversational Narrative: Storytelling in Everyday Talk. Benjamins, Amsterdam 2000 (neue Ausgabe 2010).
- "Negation in narrative: Why say what didn't happen?" Narrative Inquiry 28.2 (2018): 373–395.

Als Herausgeber
- Mit Harald Burger, Dmitrij Dobrovol’skij, Peter Kühn: Phraseologie: Ein internationales Handbuch der zeitgenössischen Forschung. Mouton de Gruyter, Berlin und New York 2007.
- Mit Delia Chiaro: Humor in interaction. Benjamins, Amsterdam 2009 (2. Auflage 2011).
- Mit Cornelia Ilie. Pragmatics and its Interfaces. Amsterdam 2018.